# Cerkavșciîna, Ciortkiv
Cerkavșciîna (în ucraineană Черкавщина) este un sat în comuna Stara Iahilnîțea din raionul Ciortkiv, regiunea Ternopil, Ucraina.

## Demografie
Componența lingvistică a localității Cerkavșciîna
     Ucraineană (100%)
Conform recensământului din 2001, toată populația localității Cerkavșciîna era vorbitoare de ucraineană (100%).